# جين كاسترو
جين كاسترو (بالإنجليزية: Jane Castro)‏ هي مغنية أمريكية، ولدت في 30 أبريل 1982 في ميامي في الولايات المتحدة.